# 使徒 (新世紀エヴァンゲリオン)
使徒（しと）は、日本のアニメーション作品『新世紀エヴァンゲリオン』および『ヱヴァンゲリヲン新劇場版』とその派生作品に登場する架空の生命体である。人類に敵対する存在であり、特務機関NERV（ネルフ）の本部が置かれる神奈川県第3新東京市に襲来する。

## 概要
本作品における「使徒」とは、特務機関NERV（ネルフ）本部のある第3新東京市に襲来する、謎の生命体の呼称である。他の使徒と連携することはなく、必ず単体で襲来する。
各使徒の名前は、聖書偽典のエノク書の天使の名に由来する。人類も第18使徒（リリン）とされているが、単に使徒と呼ぶ場合は、人類と敵対する使徒を指す場合が多い。なお、ゲーム『新世紀エヴァンゲリオン2』によれば、各使徒の名前は人類が勝手につけたものだとされる。
総数は、テレビ版においては、アダム、リリス、リリン（人類）を含めた全18種が登場する。漫画版においては、マトリエル、イロウル、レリエルは登場せず、リリスは「生命の卵」で使徒とはされておらず、リリンも含めて全13種（ミスにより第7使徒が2回勘定されている）となっている。
使徒の襲来目的は、第3新東京市の地下の空洞（ジオフロント）内にあるNERV本部に幽閉されている第1使徒アダム（実際に幽閉されていたのはリリス）と融合し、サードインパクトを引き起こすことによって、人類の滅亡を図ることであるとされる。なお『新世紀エヴァンゲリオン劇場版 Air/まごころを、君に』のパンフレットでは、生命の実（S2機関）を得たヒトが使徒であり、知恵の実を得たヒトが人類であるとされており、この両者が持つ二つの実を同時に手にすること、それが人類補完計画であると説明されている。
なお、使徒という語は本来、英語における「Apostle」の対訳であるが、劇中の英語表記では一貫して（各使徒の命名理由に沿った）「Angel」の表記がなされている。

## 起源
使徒に関する設定は制作の経緯から何度か変更されたため、新旧設定が錯綜している。例えば、下記にある「第1始祖民族」の設定は、企画書段階で存在した設定であったがアニメ内では一切触れられておらず、2003年に発売されたゲーム『新世紀エヴァンゲリオン2』で、アニメの内容に適合させて現れたものである。また、貞本義行の漫画版でも、以下の設定が第1始祖民族の設定を除き、ほぼそのまま再現されている。現時点において公にされた諸設定を統合すれば、下のようになる。
使徒は第1始祖民族が造りあげた「月」をその起源としている。月は宇宙から飛来し、本来1つの星に1つの月として撒かれたはずだったが、地球には「白き月」と「黒き月」の2つの月が落下した。そのうちの「白き月」にいた始祖アダム（第1使徒）が第3 - 16の使徒を産み出した（第17使徒は人為的に造られた）。一方、「黒き月」にいた始祖リリス（第2使徒）は原始生命を生み出し、その進化の先に第18使徒リリン（人類）がいる。それぞれの月は地下の大空洞（ジオフロント）として知られているが、実際にはそこから発生した生命の魂が帰り再生を待つ場所、「ガフの部屋」と呼ばれる場所の機能を持っている。
本来は白き月のアダムから生まれた使徒が地球を支配する生命となるはずだった。しかしアダムその他の使徒が活動を始めようとした瞬間に黒き月が降ってきた（＝ファーストインパクト）。これによりアダムは活動を停止し、生み出された使徒も目覚めることはなく、やがて黒き月のリリスが産み出した生命が地球を支配することとなった。その進化の果てに生まれた人類は寿命が限られた代わりに「知恵の実」（高い知能と「心」）を持つ。一方でアダムより産まれし第3 - 16使徒は「生命の実（＝S2機関）」を持っており、寿命がない。基本的にエヴァンゲリオンの世界は2000年9月13日にゼーレと碇ゲンドウたちが葛城調査隊を利用して発生させたセカンドインパクト後の使徒らが活動を再開した世界を描き、人類と使徒の戦いは「知恵の実」をもつ者（人類）と「生命の実」をもつ者（使徒）との生き残りをかけた戦いであると言える。
また人類、使徒ともに知恵の実と生命の実を片方しか持っていない不完全な生命体であり、人類は使徒を殲滅するために科学の力でエヴァンゲリオンを作ることでS2機関に迫ろうとした。一方の使徒はインパクトを起こすことで人類を滅ぼし、また同時にヒトの心を理解しようとしていた。エヴァンゲリオンの世界はどちらが完全な生命体（知恵の実と生命の実の両方を持つ生命体）へと進化するかをかけた戦いであるとも言える。

## 特徴
使徒は独自の波長パターン（Blood Type）を持っており、MAGIシステムによりパターン青と判断されれば使徒（とりわけアダム系使徒）とされる。様々な姿や能力を持つが、構成素材の差（光のような波と粒子の性質を併せ持つ物と劇中では説明されている）こそあるものの、信号の配置と座標の99.89%までは、人類の遺伝子と共通である。これはヒトの個々人の遺伝子の差に由来する。共通して強力なA.T.フィールドを持ち(使徒によってその強さは異なり、防御にのみ使用する使徒も攻撃にも使用する使徒もいる)、また、非常に高い再生能力を持っている。
アダム系使徒は「コア」と呼ばれる赤い光球を持ち、それを破壊されると活動を停止し、基本的に形象崩壊する。逆に、コアを破壊されない限りは、いかなる攻撃を受けても活動を続けることができる。また、コアとは別にS2機関（スーパーソレノイド機関）と呼ばれる永久機関を体内に持つ。A.T.フィールド （Absolute Terror Field、絶対不可侵領域）と呼ばれる不可視の防壁（干渉などにより可視となることもある）を周囲に展開し、通常兵器ではそれを突破することができない。そのため、同種の防壁を展開することで、相手のA.T.フィールドを侵食・中和できるエヴァンゲリオンのみが、人類の保有する対抗手段である。
アダム系使徒は、それ単体で完結している単体生命だとされる。必ず1体ずつでしか攻めて来ない（第17使徒タブリス＝渚カヲルはその限りではない）が、情報の受け継ぎや共有があるとされる。また人類を滅ぼそうとする一方で、自身にない知恵の実を持つ人類に興味があるとされ、次第に攻撃とは違った接触をするようになってくる。
アダムやリリスといった生命の始原たる使徒は、生命の種や始祖などとも呼ばれ、生命を生み出したりアンチA.T.フィールドを展開させ、生態系をL.C.L.に還元させる力を持つなど、他の使徒たちとは一線を画す創造主的な存在である。神に近しい存在とされ、ゼーレなどは神と呼称する時もある。

## 『新世紀エヴァンゲリオン』に登場する使徒
以下、特に断りのない限りテレビアニメ版の使徒に関する記述である。
劇中では使徒はアダム、リリス以外名前で呼ばれず、「第○使徒」もしくは「第○の使徒」と数字で呼称される。

### アダム（ADAM）
第1使徒。南極で発見されセカンドインパクトを引き起こしたとされる「光の巨人」。名前の由来は、キリスト教などで最初の人間であるとされる「アダム」。外見は上記の呼称の通り、白い光を放つ人型をしており、肩の形状はEVAシリーズのウェポンラックに酷似し、胸部にコアのような円形の暗部が見える。
リリスとリリン以外の使徒を生み出した「生命の源」であり、生命の実を持った存在。それゆえ、アダムより生み出された第3 - 17使徒にはその力が継承され、また初号機を除くすべてのエヴァンゲリオンの元となっている。
ゼーレの出資により南極に派遣された葛城調査隊により「白き月」内部で発見され、その調査中に覚醒、そして光り輝く4枚の巨大な翼を広げると共に謎の大爆発を起こし、南極大陸は一瞬にして融解、アダム自身も退化していったが、実際はゼーレと碇ゲンドウらにより仕組まれたもので、ロンギヌスの槍を用いることでアダムを卵にまで復元しようとする過程で生じたものがセカンドインパクトであり、その規模を縮小するべく措置も施されていた。
セカンドインパクト後に魂と肉体が分離し、後者はバラバラになったため、後にアダム計画により、アダムの肉体と魂の両面からの再生がアプローチされた。肉体の方は胎児状にまで復元された上で硬化ベークライトの中に封印され、加持リョウジの手によって極秘裏にネルフに運ばれた後、最終的に碇ゲンドウがそれを摂取し、右手にそれが現れた。この描写はビデオフォーマット版の第弐拾四話と『DEATH (TRUE)2』に存在する。漫画版STAGE.71には、ゲンドウがアダムを呑み込む描写があり、その影響かA.T.フィールドを使う描写も見られる。また、魂の方はゼーレにより人型の肉体を与えられ、第17使徒タブリス（＝渚カヲル）として存在することとなる。なお、この人型の肉体はセカンドインパクトの際に、アダムにダイブされた人間の遺伝情報を元に生み出されたものとされる。

### リリス（LILITH）
第2使徒。アダムとは異なる「知恵の源」であり、アダム系使徒を除く全ての地球上の生物の始祖であり、その最終形態として人類（＝第18使徒リリン）を生み出した存在。知恵の実を得た存在であるため、人類にはその力が継承されている。名前の由来は、ユダヤ人の民話に伝わる、アダムの最初の妻であるとされる「リリス」。
NERV本部の地下最深部、ターミナルドグマに磔にされている。外見は白い体色の巨人で、顔には7つの眼が描かれた面を被り、両手は楔で十字架に打ち付けられ、下半身は腫瘍のようなものに無数の小さな両脚が生えた異様な風貌をしている。さらに物語の後半からは胸にロンギヌスの槍が刺さり、活動が抑制されている。その身体からは常に体液が流れ出しており、これがL.C.L.となる。
作中でその正体は碇ゲンドウを始めとするNERV幹部を除いて秘匿されており、表向きは第1使徒アダムと偽装されていた。
漫画版や『新世紀エヴァンゲリオン2』では、ファーストインパクト（地球の衛星である月が形成される原因となった地球と小天体との衝突）は、リリスを入れた黒き月を運ぶキャリア（これも月と言う）が原因だとしている。これにより、リリスを入れた黒き月は地中深くに残り、それを運ぶキャリアは宇宙に塵となり留まり、それが地球の衛星である月となった。
EVA初号機は、EVAシリーズのうち唯一リリスから生み出されたものだとされる。リリスの魂は、魂の宿ることがなかった綾波レイの肉体に移され、その結果、レイが補完計画の要となる。
リリスの顔に貼り付けられている7つ目の面は、『ヨハネの黙示録』第5章6節の目が7つある羊（黙示録の仔羊）を描いた、スペインのサン・クレメンテ聖堂（現在はバルセロナのカタルニア美術館所蔵）の12世紀のフレスコ画から借用したもの。これはゼーレのシンボルマークにもなっている。
第2使徒がリリスであるということは、公式には長期間にわたってアナウンスがなかったが、放映後にバンダイから発売されたカードダスや、ゲーム『新世紀エヴァンゲリオン2』で、正式に発表された。これに続き、ガイナックスから使徒を擬人化したキットシリーズ『使徒XX』において「A-02 LILITH≒XX」がリリースされ、さらに『エヴァンゲリオン・クロニクル』でも、この事実が明記された。
デザインは磯光雄による。

### サキエル（SACHIEL）
テレビ版の第壱話、第弐話に第3使徒として登場した。名前の由来はユダヤ・キリスト教伝承の「水」を司る天使・木曜日の守護天使「サキエル」。
セカンドインパクト以来、15年ぶりに出現した使徒。四肢を持つ人型で、手足の形状は細長い上、首にあたる部分はなく頭部は仮面のような無機質な形状をし、大腿部には魚類の鰓状の器官があり、出現直前の水中航行時は呼吸するような挙動を見せていた。右腕部より射出される光のパイルと呼ばれる光線状の槍を使用した長距離攻撃を使うほか、N2地雷でダメージを受けても当初の顔を体内から押し退けるような形で2つ目の顔を出現させ、その2つ目の顔から、ジオフロント上部の特殊装甲を貫通し、天井部に格納されたビルを落下、本部上空まで到達するほどの強力な光線を放つこともできる。
第三新東京市に侵攻し、EVA初号機の初陣となった戦闘では初号機の左腕を力任せにへし折った後、右目を光のパイルで貫き活動停止に追い込んだが、再起動して暴走した初号機の復元された手によってA.T.フィールドを破られた後、両腕をもぎ取られ動けなくなったところを打撃の連続でコアに亀裂を入れられ、最終的に初号機を巻き込んで自爆した。
本アニメの企画書第2版によれば、本来は第八話で、国連艦隊に護衛された弐号機と戦うためにデザインされた使徒であるが、最終的には第壱話へ転用された。
サキエルの顔は1990年代後半において本作品の使徒を象徴するもののように扱われており、顔をデザインしたTシャツやアクセサリーなどのグッズも製作・販売された。
デザインは漫画家のあさりよしとお。

### シャムシエル（SHAMSHEL）
テレビ版第参話に第4使徒として登場した。名前の由来はユダヤ・キリスト教伝承の「昼」を司る天使「シャムシエル」。
外見はイカに近い形をしており、筒状の胴体に鞭状の腕部を持ち、頭部のような部分には蛇の目のような模様を持つ。胴体に甲殻類のような多数の脚が見えるが、足と呼べる部分は存在せず、移動手段は主に飛行（ただし直立状態でも微弱ながら前進することはできる）。主に触手（腕）を高周波ブレードのように使い、攻撃を行う。
海から出現しEVA初号機と交戦、触手での攻撃とアンビリカルケーブルの切断によって窮地に追い込むが、最後は初号機のプログレッシブ・ナイフでの直接攻撃によってコアを破壊され活動を停止、殲滅されたがコア以外はほぼ無傷だったため、NERVによって使徒のサンプルとして回収された。
デザインは漫画家のあさりよしとお。

### ラミエル（RAMIEL）
テレビ版第伍話・第六話に登場する第5使徒。名前の由来は、ユダヤ・キリスト教伝承における「雷」を司り、復活を待つ魂を管理し、幻視を司る天使「ラミエル」。
青い正八面体の姿をした使徒で、内部中心にコアを持つ。強力なA.T.フィールドを展開し、一定距離内に侵入した敵には、長射程・高威力の加粒子砲で迎撃する。
出撃直後、初号機を中破させた後、下部から伸ばしたシールドマシン（直径17.5mの巨大ドリル・ブレード）でNERV本部に侵入を試みた。しかし、日本全国の電力を集める「ヤシマ作戦」が行われた、初号機と零号機による超長距離狙撃（ポジトロン・スナイパー・ライフル）でコアを破壊され、撃破された。
特撮番組『帰ってきたウルトラマン』に登場する怪獣プリズ魔がデザインに影響を与えており、ラミエル登場時の効果音にはプリズ魔のものが使われている。
ゲーム『新世紀エヴァンゲリオン2』では最初は国連軍艦隊の前に現れ、EVA用パーツを破壊して逃走し、後に第3新東京市に現れたという設定になっている。

### ガギエル（GAGHIEL）
テレビ版第八話に第6使徒として登場した。名前の由来はユダヤ・キリスト教伝承の「魚」を司る天使「ガギエル」。
深海魚に似た姿にクジラのような大きな口を持ち、頭頂部にサキエルと同じ顔が付いている。
加持が持ち込んだアダムのサンプルを狙ってEVA弐号機（B型装備）を輸送中の艦隊を襲撃し起動した弐号機と交戦、水中に引きずり込んで喰らい付いたが、弐号機に口内をこじ開けられ、その口内に戦艦イリノイ、ケンタッキー2隻による至近距離からの同時射撃を受け殲滅、第3新東京市に侵攻することなく倒された。
これまでの使徒と違い、アダムを狙った唯一の使徒である（これまで「アダム」と称されていたリリスを使徒たちは狙っていた）。
デザインは前田真宏。

### イスラフェル（ISRAFEL）
テレビ版第九話に第7使徒として登場した。名前の由来はイスラームの「音楽」を司る天使「イスラーフィール」で、全使徒中、唯一イスラームの天使に由来する名を持つ。
二足直立歩行し、弓状に湾曲した腕を持つ。頭部は無く、胸部に赤と青で彩られた太極図のような顔を持ち、コアはその下部に位置する。鋭い爪と、顔から発する光線が主な攻撃手段で、歩行したり、浮遊して移動することができるほか、同型の2体に分裂する能力を持ち、片方が傷ついても分裂したもう1体が無事なら瞬時にダメージを回復する。
当初は1体で襲来し、弐号機に真っ二つに切られるも自身の能力でプラナリアのように2体に分裂、初号機と弐号機を活動停止に追い込んだが、再度の襲来時に初号機と弐号機によるコアへのユニゾン攻撃により撃破された。
デザインは前田真宏。

### サンダルフォン（SANDALPHON）
テレビ版第拾話に第8使徒として登場した。名前の由来はユダヤ・キリスト教伝承の「胎児」を司る天使・天使の牢獄とされる第五天マホンの支配者「サンダルフォン」。
浅間山火口において蛹状態で発見された使徒。蛹状態は人間に似た形で指も5本あるように見えるが、羽化後はアノマロカリスとカレイをもとにしたような形状。マグマの中を自由に泳ぎまわり、さらにはその中で口を開くことが可能。
発見時は蛹のような状態であったため、A-17（使徒捕獲作戦）の対象とされたが、作戦実行中に羽化を始めたため作戦は中断、捕獲作戦にて出撃していた対高熱高圧仕様（D型装備）の弐号機により、熱膨張を利用して撃破された。

### マトリエル（MATRIEL）
テレビ版第拾壱話に第9使徒として登場した。名前の由来はユダヤ・キリスト教伝承の「雨」を司る天使「マルティエル」。
ザトウムシのような形態に、複数の目のような模様を持つ使徒。
停電中のNERV本部に襲来、地面に面した目から強力な溶解液を流し込みNERV本部に侵入しようとしたが、手動操作で出撃したEVA3機（初号機、弐号機、零号機の3機）による連携攻撃によって撃破された。

### サハクィエル（SAHAQUIEL）
テレビ版第拾弐話に第10使徒として登場した。名前の由来はユダヤ・キリスト教伝承の「空」を司る天使「サハクィエル」。
橙色で、中央に巨大な目がある羽を広げた蝶のような外見をした最大級の使徒。自身の一部を切り離し、その一部とA.T.フィールドを質量爆弾として落下するほか、本体をも爆弾として落下する。
出現当初は自身の一部を切り離して落下させ着弾点を確実に誤差修正しながら、本体もろとも落下を開始するが、EVA3機による連携で受け止められ、最後はコアにプログレッシブ・ナイフを突き立てられて撃破された。

### イロウル（IREUL）
テレビ版第拾参話に第11使徒として登場した。名前の由来はユダヤ・キリスト教伝承の「恐怖」を司る天使「イロウエル」。
微生物状の使徒であり、その実態は他の使徒とは異なり群体で、多くのナノマシンの集合体。不定形だが、ハッキングの際は集積回路パターンに似た姿を構成する。自らの弱点となるものに遭遇しても、環境に適応するために異常な速度で自己進化、全体としての生存を図る特性を持つ。
自身の目的の障壁になるNERV本部のメインコンピュータシステム「MAGI」に侵入するため、まずシグマユニットD-17の第87蛋白壁の搬入時に寄生し、プリブノーボックスの模擬体を浸食してシグマユニットを汚染、レーザーを撃ちこまれるもA.T.フィールドで防ぎ、弱点となるオゾンを流し込まれても直ぐに進化して適応、その後サブコンピュータから保安部のメインバンク経由でMAGIのクラッキングに成功、メルキオールとバルタザールを乗っ取り、カスパーをも乗っ取ることでNERV本部自爆コマンドを実行し、障害を排除しようとしたが、逆にリツコにカスパーから自滅促進プログラムを投与された結果、進化の終局=死へと至らしめられ自壊した。
唯一、EVAとの直接戦闘を経ずに殲滅された使徒である。また、イロウルのNERV本部侵入はゲンドウの指示で秘匿され、「探知機による誤報」として日本国政府と委員会に伝えられた。

### レリエル（LELIEL）
テレビ版第拾六話に第12使徒として登場した。名前の由来はユダヤ・キリスト教伝承の「夜」を司る天使「レリエル」。
空中に浮かんでいる「白黒のオプ・アート状の模様を持つ球体」が本体と思われていたが、実際にはその下に広がる「直径680メートル、厚さ3ナノメートルの影のような黒い円盤」こそが「本体」で、球体のほうが空中に映った「影」である。
影である球体は攻撃に受けるとき、その攻撃を受けた対象を円盤状の本体に瞬間移動させる能力を持ち、その際にパターン青を示す。
本体の内部には、宇宙のような無限の虚数空間、いわゆる「ディラックの海」が広がっており、レリエルは「使徒の中でも最強のA.T.フィールドを持つ」とファンに評価されている。
影に攻撃したEVA初号機を虚数空間内に取り込み、活動停止まで追い込むが、暴走した初号機に内側から引き裂かれ、殲滅された。初号機が取り込まれた際、碇シンジが精神世界で対話した幼い姿のシンジは、使徒がシンジを依り代にして言語能力を得て、コミュニケーションを図ろうとしたものだとインタビューで語られている。

### バルディエル（BARDIEL）
テレビ版第拾八話に第13使徒として登場した。名前の由来はユダヤ・キリスト教伝承の「霰」を司る天使「バラキエル」の別称バルディエル。
粘菌状の使徒。侵蝕型の使徒で侵蝕した物質の性質を変える力があり、また侵蝕した生物の身体能力を高めることができる。寄生された3号機は暴走時の初号機のような俊敏な動きを見せ、腕部を伸縮自在にしてリーチを活かした戦闘が可能で、地中に潜り込ませて急襲することもできる。
長野市松代での起動実験のため、NERVアメリカ支部から日本へ空輸中に、EVA3号機のエントリープラグに侵入・侵蝕して寄生、起動実験中に覚醒して、搭乗中のフォースチルドレン・鈴原トウジもろともその支配下に置いた。松代に大規模な爆発を起こし、迎撃に来た弐号機と零号機を瞬時に撃破、初号機をもシンジが3号機に人が乗っているため戦闘を躊躇ったこともあり首を絞めて追い込んだが、最終的にダミープラグにより暴走に近い状態に置かれた初号機によって3号機もろとも撃破され、その際エントリープラグの中にいたトウジは生存はしたが、左脚を失うことになった。
漫画版では、トウジは脾臓破裂と頭部裂傷により死亡。
『新世紀エヴァンゲリオン2』では条件を満たすと覚醒しないが、原因は明らかにされていない。また、進行次第では他のEVAにも寄生していたものがトウジやNERVスタッフにより洗い流され、何もできずに消滅する。「自力で活動できない」「排除自体は非常に簡単」という2点から、事前情報と知識さえあれば最も簡単に対処できる使徒とも言える。

### ゼルエル（ZERUEL）
テレビ版第拾九話に第14使徒として登場した。名前の由来はユダヤ・キリスト教伝承の「力（チカラ）」を司る天使「ゼルエル」。
ずんぐりとした体で空中を浮遊し、トイレットペーパーのように折り畳まれた帯状の腕を持ち、その腕をカッターや切断攻撃に使用する。髑髏のような顔の目から非常に強力な破壊光線を発射し、ラミエルが十数時間をかけてやっと掘り刺したジオフロント上部の18層の装甲を、一撃で貫通させるほどの破壊力を持つ。また、A.T.フィールドを中和され攻撃を受けてもほぼ効かないという非常に強固な体表面や、コアをまぶたのようなシールドで護ることもできるなど、ファンから「最強の使徒」と評価されている。
ジオフロント内に侵入後、迎撃に出たEVA弐号機の攻撃をまったく寄せ付けず、弐号機の両腕・頭部を切断し撃退。EVA零号機のN2爆弾によるコアへの直接攻撃に対しても、N2爆弾がコアに接触する寸前にシールドを展開したため傷を負わず零号機の頭部を切断し、これも撃破。ついにはNERV本部内へと侵攻。第一発令所に突入後、ミサト達に光線を放つ直前にEVA初号機に防がれる。
初号機の左腕を光線で吹き飛ばすもジオフロントまで後退させられ、初号機に一方的に殴られた後、顔状の部分を引きちぎられそうになる寸前で初号機の電源が切れたことで攻撃を再開。胸部装甲を光線で破壊し、むき出しになったコアの破壊を試みたが、シンジの叫びにEVA初号機が覚醒、自身の腕部を引き千切られたうえ、それを初号機の失った左腕のパーツとして取り込まれてしまう。残った腕部で攻撃を行った直後、初号機が放った腕の一振りによってA.T.フィールドごと肉体を引き裂かれて致命傷を負う。近付いてきた初号機に光線を放とうとするが直前で頭部を潰されて、捕食された。
ゼルエルの襲来は、シンジが再びEVAに搭乗するきっかけになったものの、ヘイフリックの限界を超えたEVA零号機と弐号機の損壊、NERV本部の半壊、セントラルドグマの露呈など、この使徒によってもたらされた被害は甚大なものであった。また、ゼルエル相手に手も足も出なかったことはアスカのプライドに綻びを生じさせ、EVAとのシンクロ率が下がる要因になるなど、各方面に深い影響を残す結果となった。
デザインは漫画家のあさりよしとお。

### アラエル（ARAEL）
テレビ版第弐拾弐話に第15使徒として登場した。名前の由来はユダヤ・キリスト教伝承の「鳥」を司る天使「アラエル」。
光る鳥のような形状を持ち、レリエルに次ぎ、「人の心」に精神干渉をした使徒。
衛星軌道上から詳細不明の可視光エネルギー波によって精神攻撃を仕掛け、EVA弐号機を活動停止に追い込んだが、EVA零号機が投擲したロンギヌスの槍により、撃破された。

### アルミサエル（ALMISAEL）
テレビ版第弐拾参話に第16使徒として登場。名前の由来はユダヤ・キリスト教伝承の「子宮」を司る天使「アルミサエル」。
プラスミドのような、DNAに似た二重らせんの円環構造を持つ使徒。レリエルやアラエルに続き、「人の心」に迫る存在で、周期的にパターンをオレンジから青に変化させる。高速移動による体当たりはA.T.フィールドを貫通し、零距離射撃も効かない。
対象物を侵食・融合しようとする習性を持ち、EVA零号機を侵食した後、レリエルのようにレイを依り代として言語能力を得た。その際、彼女の情報を読み取ったのか、零号機の拘束具が弾けた部分から、これまでに倒された使徒の集合体のような巨大な肉塊、「天使の塔」が出現した。
迎撃に出たEVA零号機を侵食・融合しようとしたが、救助に向かったEVA初号機のA.T.フィールド展開を察知すると、今度は初号機へ突進。しかし、すんでのところで回避されたものの、初号機がアルミサエルの体を掴んだことでそこから侵食が始まっていた。初号機にプログナイフで突き刺されたが、侵食は止まらず、レイの情報を読み取った結果、先端が彼女の体に変わった。初号機の頭部に抱きついてさらに侵食を進めはじめていたが、最終的に、レイが零号機のA.T.フィールドを反転させ、吸収される形で零号機の体内に押さえ込まれ、零号機の自爆によって殲滅された。
漫画版では分離能力を持っており、綾波レイの零号機と渚カヲルの弐号機との戦闘で、零号機を侵食し、弐号機の左足を破断。その後、零号機の自爆によって殲滅された。

### タブリス（TABRIS）
第17使徒。名前の由来はユダヤ・キリスト教伝承の「自由意志」を司る天使「タブリス」。渚カヲル本人。

### リリン（LILIN）
第18使徒。カヲルが人類を指して用いた呼称。また、第25話ではミサトも「人類＝リリン」という趣旨の発言をしている。この他に、『シト新生』のパンフレットにも同様の記述が散見される。名前の由来は、ユダヤ教の伝承に登場するリリスがサタンと交わって生まれたとされる悪魔「リリン」。

## 『ヱヴァンゲリヲン新劇場版』に登場する使徒
本作において、登場する使徒は、リリスを除き命名されていない。総数は（欠番の使徒を除いて）11種。
コアが破壊されると自らの形態を維持できなくなり、大量の赤い液体に変化する。この現象をNERVは「形象崩壊」と呼ぶ。また、頭部に天使の輪のような物が一瞬だけ描かれており、使徒が殲滅された際には空間に虹がかかる。
なお、第11の使徒のみ劇中に登場せず、言及もされていない。この他、第1作『序』における第6の使徒出現時に、碇ゲンドウは「我々は残り8体の使徒を倒さねばならん」と発言しているが、その中に第11・第13の使徒が含まれているのかは不明。

### 第1の使徒 / 第13の使徒
どちらも渚カヲル本人。『シン・エヴァ』では加持リョウジが、「渚とは海と陸のはざま。第1の使徒であり、第13の使徒となる、人類のはざまを紡ぐあなたらしい名前だ」と語っている。

### 第2の使徒「リリス」
基本的な外見はテレビ版と類似しているが、7つの目の仮面に代わり、第4の使徒（旧作におけるサキエル）の顔と同じデザインの仮面を被せられている。その他に、胸に大きな傷（新劇場版のリリスのデザインを担当したokamaによると、人類が調査を行った跡）があり、小さな十字架状の杭が傷跡に沿って複数本打ち込まれていること、槍（テレビ版・旧劇場版のロンギヌスの槍と同じ形状のもの）が初登場の段階で刺さっているなどの違いがある。また、ほとんどのNERV職員にその存在が秘匿されていたテレビ版と異なり、「リリスに使徒が接触するとサードインパクトが発生するため、これを防がなくてはならない」という認識が一同に共有されている。
『Q』では14年もの間、2本の槍が刺さったまま結界を張っていて、何者をも通さない状態であったが、エヴァ第13号機によって突破される。首と胴体が切り離されており、セントラルドグマに安置されている胴体はただの死体に過ぎず、第一発令所跡地にある首の方は仮面が剥がれ、碇ユイの顔をしている。第13号機によって2本のロンギヌスの槍が引き抜かれると、胴体・首の両方が形象崩壊してしまった。
『シン・エヴァ』では、ミサトのニアサードインパクトの回想時に登場。磔にされていた身体を動かし、覚醒した初号機へと呼応するように動いているのが確認できる他、エヴァMark.06によって首と胴体が切り離されているのが確認できる。
またゲンドウの起こしたアディショナル・インパクトの際には、エヴァンゲリオン・イマジナリーが、シンジの目には黒い姿のリリスとして、ヴィレの人々には巨大な綾波レイの姿に映った。
その姿は頭と胴体、手が分離して浮遊しているという特異な姿で、旧劇場版の完全体となったリリスのように6枚の羽を広げた。

### 第3の使徒
『破』に登場。複数の足が生えた球形の胴体（設定画ではトラス状の拘束具で二つ折りにされているようにも見える）から生えた骨状の蛇もしくは龍のような首と尾に、血管のような赤色と青色のケーブルもしくはパイプが配され、首にはエントリープラグソケットが埋め込まれているという、EVA同様に生物と機械の折衷のような外観となっている。頭部から放つ光線を主な武器とする。
発見時は永久凍土内で休眠状態にあり、人類による解体調査を受けた後、NERV旧北極基地のベタニアベースに封印されていたが、加持の手引きによって封印を解かれ、活動を開始したところ、マリの操縦するEVA仮設5号機と交戦、ベタニアベースの地下トンネル天井部を光輪状のエネルギーで掘削して地上部のアケロンエリアへ脱出するも、仮設5号機に簡易式ロンギヌスの槍（似非復元型）で首を貫かれて身動きを封じられ、マニピュレーターで口腔内のコアを握り潰されて殲滅された。デザインは主に鬼頭莫宏による。

### 第4の使徒
『序』に登場。テレビ版第壱・弐話に登場した第3使徒サキエルがベースデザイン。外観や攻撃能力の設定はテレビ・原作から特に変更されていない。初号機との戦闘の経過はテレビ版とほぼ同一であり、最後は暴走した初号機に殲滅され形象崩壊した。その際に噴き出す血が青から赤へと変更されている。

### 第5の使徒
『序』に登場。テレビ版第参話に登場した第4使徒シャムシエルがベースデザイン。常時動かしている触手が主な特徴。2本の鞭のような武器であらゆる物を引き裂く。胴体のデザインはテレビ版に登場した物から特に変更されていないが、第3の使徒と同じ顔「デコイ」が背後にデザインされている。初号機との戦闘の経過はテレビ版とほぼ同様であったが、テレビ版とは異なり最後は触手のみを残して形象崩壊したため、NERVは使徒のサンプルを得ていない。

### 第6の使徒
『序』に登場。基本的な形状と能力はテレビ版の第5使徒ラミエルと同じ。しかし戦闘方法はテレビ版と大きく異なり、攻撃時・防御時には「四次元立体を三次元空間に投影した」というコンセプトに基づいた、様々な形態に目まぐるしく変化する不定形さを見せる（攻撃形態時にのみ中央部にコアが実体化するが、形態によってはコアが複数に分裂する）。この変形はロバート・ワイズによる映画作品『アンドロメダ…』で病原体が増殖する描写を基にしている。また、ジオフロントへの掘削攻撃に用いるドリルも内部から出てくるのではなく、正八面体の下部が伸びてドリルを形成する。加粒子砲もそれに合わせて多彩かつ強力になっており、ビルをまとめてなぎ倒したり、周囲360度から飛来するミサイル群をすべて迎撃することが出来る。最大の攻撃では山を半分吹き飛ばすほどの威力を誇る。
初号機の陽電子砲による1回目の狙撃が命中するも、致命傷とはならず反撃、しかし零号機の盾に阻まれ、2射目で殲滅され、陽電子砲による攻撃を受けた際には星型正二十面体のような大きなトゲを無数にもつ、ウニのような形となって人の叫び声のような奇声を発し、ヤシマ作戦による殲滅後は本体だけでなくジオフロントまで到達したドリル部も形象崩壊し、NERV本部に血の雨を降らせた。

### 第7の使徒
『破』に登場。第4の使徒や第5の使徒とほぼ共通の頭部を備えた時計のオブジェのような本体と、それを支える長細い脚部から構成され、全体的に水飲み鳥のような形状を持つ。二本の足で海面を歩くことができ、この時海面が凍結する。頭部を変形させて放つ触手状の光線を武器とする他、胴体にコアのデコイを有しており、これを破壊されると一瞬体勢を崩すが、本物のコアを内蔵した下部の球形部分が上部へと移動したうえで復活する。
式波・アスカ・ラングレーの操縦するEVA2号機によって本物のコアを蹴り砕かれ形象崩壊した。
鶴巻和哉によると、第7の使徒がオリジナルとなったのはテレビ版第八話の原画を全て紛失したため。

### 第8の使徒
『破』に登場。衛星軌道上からNERV本部を目指して落下するという性質はテレビ版の第10使徒サハクィエルと同じだが、A.T.フィールドが光を歪めるほど強力である。遠目には「目のような模様が描かれた黒い球体」にしか見えない。身体の一部を切り離しての弾着修正も行うことなく、A.T.フィールドを安定翼のように用い自ら軌道修正をしながら落下する。A.T.フィールドの位相変異後（テレビ版の第12使徒レリエルに似た模様をもつ球体にサイケデリックな彩色を施したような姿）は、その姿が衛星軌道上からもハッキリと確認できるほど巨大である。この球体が花弁のように展開し、真の姿（テレビ版のサハクィエルに同心円状の彩色を施し、ヒト型の羽根状のものを無数に生やしたような姿）を現す。
落下地点へ最初に到着した初号機に受け止められるも、中心部からヒト型の本体が現れて初号機と対峙、直後に腕を巨大な槍と化して初号機の両掌を貫通し撃退を試み、加えてコアを高速で動かすことができ、続いて到着した2号機の攻撃を一旦はかわしたが、最後に駆けつけた零号機にコアを鷲掴みにされ動きを封じられたところを、2号機のプログレッシブ・ナイフに刺され、とどめの膝蹴りを食らいコアは破壊、形象崩壊した。その巨体ゆえに形状崩壊後の質量も他の使徒とは比べ物にならず、津波の如く流出した血液により第3新東京市は少なからぬ損害を被った。

### 第9の使徒
基本的な形状と能力はテレビ版の第13使徒バルディエルと同じ「侵食タイプ」だが、テレビ版と違い粘菌状ではなく、コアがエントリープラグを浸食して一体化している。テレビ版では分析パターンがオレンジと判別されたが、新劇場版では他の使徒同様ブルーと判別された。
『破』ではアスカをテストパイロットとして起動実験中のEVA3号機を乗っ取ると第3新東京市へ侵攻、3号機のプラグ深度は危険域に突入し、プラグ挿入部にまとわりついたアメーバ状の形成物によりプラグ射出信号も受け付けず、初号機と交戦した際、両腕を封じられたため肩のウェポンラック部分から新たに生えた腕で初号機に浸食を試みたが、ダミーシステムによって制御された初号機によって3号機を破壊され、エントリープラグごとコアを噛み砕かれ殲滅された（このとき虹がかかるが、十字は出ていない）。
テストパイロットのアスカは生存が確認されたが、当使徒による精神汚染が懸念されたため隔離措置をとられた（肉体的な損傷に関しては不明）。
『シン・エヴァ』ではアスカの左目に封印されていたことが明かされ、第13号機の無力化のためにアスカがその封印を自ら解いた際にヴンダーにて「パターン青、第9使徒」と認識されている。最終的に新2号機αのエントリープラグごと第13号機に噛み砕かれる（十字が出る）。

### 第10の使徒
『破』に登場。頭部のデザインはテレビ版の第14使徒ゼルエルとほぼ同じだが、全体の形状は大幅に変化し、サイズもひとまわり大きくなっている。胴体は帯状のものが巻きついて構成されており、自在に身体形状を変化させられる。当初は手足の無い姿だったが、形状を変化させると帯状組織がほどけてヒレのようなものが大量についたような姿になる。冬月が「最強の拒絶タイプ」と称するように、頭部から放つ光線で第3新東京市とNERV本部を隔てる24層の装甲板を一撃で貫通する圧倒的な攻撃力を見せた他、A.T.フィールドも一枚ではなく何重にも重ねて展開することができ、巨大なフィールドで防御することも出来れば、極めて近距離で小型のフィールドを数枚展開することも可能なため、非常に高い防御力を持つ。さらに、このフィールドの層を相手に向かって連続して展開し、そのまま吹き飛ばすことが出来る。またDVD、Blu-ray版では、A.T.フィールドの塊をマリが乗った2号機に落とすシーンも追加されていた。攻撃接近戦においてはヒレの最も長い一対を円柱状に束ね、太く鋭利な触手として一気に突き出して攻撃を行う。
「裏コード ザ・ビースト」を実行した獣化第二形態の2号機とN2ミサイルでの零号機の特攻を一蹴、その後レイを乗せたままの零号機を捕食し、融合して体部が白い裸体の女性に変容する。同時に識別パターンも零号機の物に擬態したことで、NERV本部最深部 (L-EEE) に達すると自動起動するはずの施設自爆機能も無効化し、NERV本部地上部を破壊するとセントラルドグマへ降下し発令室に侵入。目の前のミサトたちに光線を放つ直前、シンジの搭乗する初号機に阻止されてケージまで押し戻され、光線で初号機の左腕を吹き飛ばすもシンジの猛攻にA.T.フィールドを展開する間も無くジオフロントまで後退させられる。馬乗りになった初号機に一方的に殴られた後ヒレを引きちぎられかけるも、初号機が内部電源を消費し活動を停止すると直ぐ様初号機を貫く。しかし、取り込まれたレイを救出しようとするシンジの強大な意志によって再起動した初号機に圧倒され、使徒自身のコアは零号機のコアを引きずり出された際に破壊され形象崩壊し、液状となった使徒の組織は零号機のコアを中心にレイの姿をとり初号機に吸収された。
デザインはテレビ版の第14使徒ゼルエル同様、漫画家のあさりよしとお。

### 第12の使徒
『Q』に登場。マリ曰く「最後の使徒」。セントラルドグマ最深部にてリリスと共に槍に串刺しにされる形で放置されていたMark.06の体内に潜む形で存在しており、第13号機が槍を抜いた後に活動を再開した。槍が引き抜かれ元の機体色に戻ったMark.06のバイザー状の目に、光の点が宿り、リリスの血液上で浮遊する。光点が増加していくと、空中でMark.06が関節が無いような胎動を始める（この時一瞬天使の輪が広がる）。Mark.09がMark.06の首を斬り落とすとそこから外に飛び出し、先端が赤い光を帯びた黒い光ファイバーケーブルの束のような姿を現す。第13号機を包み込んだ後、巨大なコア状に変形（全身がコアとなっている）。その後は、レイの顔を浮かべたり胎児のような形をとったりと変形していく（外見だけでなく内部も小さいレイで満たされており、実際使徒の内部のシーンではたくさんのレイの笑い声が聞こえる。）が、第13号機に吸収され、コアは噛み砕かれた。
この使徒の由来やMark.06との関係性については、『破』にて月面でのMark.06建造中のシーンに登場した素体である「（テレビ版での）リリスに似た白い巨人」がこの使徒と同一の存在か否か・上記シーンにおけるゲンドウと冬月の「Mark.06の建造方法が他のエヴァと異なる」という主旨の会話が、この使徒の存在を認識していたことに由来するものなのか・『破』から『Q』に至る14年間にMark.06が「自立稼働型に改造されセントラルドグマに投入された」との説明がなされているが、この改造過程はこの使徒との関連があるものなのかなどなど、『Q』本編公開時点では詳しい説明がなされておらず不明である。